# Rorik Slyngebond
Rorik Slyngebond (en vieil islandais : Hrærekr slöngvanbaugi, en danois : Rorik Slyngebond ou Rorik Slængeborræ, en français : Rorik le lanceur d'anneau), est un roi légendaire du Danemark et de Seeland, qui apparaît dans plusieurs récits et sagas scandinaves : Chronicon Lethrense, Gesta Danorum, Sögubrot, Saga de Njáll le Brûlé, saga Skjöldunga, Hversu Noregr byggðist et Bjarkarímur. 

## Patronyme
Le nom de Slyngebond vient du vieux norrois slöngvanbaugi qui signifie "lanceur d'anneau". En effet, selon les diverses sagas nordiques, Rorik conquiert des territoires peuplés par les tribus slaves des Wendes. Les chefs respectifs organisèrent des combats singuliers entre Danois et Slaves, afin d'épargner la vie de nombreux guerriers dans d'éventuels batailles entre troupes adverses danoises et slaves. Rorik promit au combattant danois, une chaîne de six bracelets enlacés. Le combattant danois demanda à Rorik de déposer la chaîne de bracelets. Rorik lança sa chaîne à un homme de confiance qui assistait au combat depuis un navire. Roril évalua mal la distance qui le séparait du bateau et la chaîne des anneaux tomba dans l'eau. Elle ne fut jamais retrouvée. Cet évènement est à l'origine de son nom.

## Biographie
Les différentes sagas divergent sur de nombreux passages chronologiques de la vie de Rorik, mais la majorité d'entre elles sont d'accord pour désigner Rorik Slyngebond comme un puissant roi du Danemark, victorieux et conquérant de nombreux territoires (Courlande, Suède, Poméranie et Finlande).
D'après la Chronicon Lethrense, le roi danois Rorik Slyngebond était le fils du dieu Höd et de la déesse Nanna ainsi que le grand-père de Amleth qui inspira le personnage d'Hamlet à l'écrivain anglais Shakespeare. 
Dans le Livre Troisième de la Gesta Danorum (Geste des Danois) le texte ancien raconte l'histoire sentimentale de Høtherus (qui correspond à Höd), fils du défunt roi de Suède Hothbrodus et élevé par le roi Gevarus. Les qualités de Höd/Høtherus séduisent la déesse Nanna, la fille de Gevarus, qui en tombe amoureuse. Après l'élimination de son rival Balderus ou Baldr, Høtherus épouse ensuite Nanna et devient souverain du Danemark. Mais le dieu Odin n'accepte pas la mort de Balderus et envoie d'autres guerriers qui finiront par tuer Høtherus. Néanmoins avant de mourir, Høtherus avait transmis ses pouvoirs de chef à son fils Rorik Slyngebond, devenant ainsi l'ancêtre de la maison royale danoise.
Néanmoins une autre source médiévale, le texte Edda de Snorri indique que la déesse Nanna fut l'épouse du dieu Baldr et qu'ils eurent un fils Forseti. À la mort de Baldr, Nanna meurt de chagrin et son corps fut déposé à côté de celui de Baldr dans un bateau qui fut brûlé selon la coutume scandinave.
Rorik Slyngebond eut un fils, Harald Hildetand. La plupart des sagas (le Sögubrot, la Saga de Njáll le Brûlé et le Hyndluljóð) décrivent Harald Hildetand comme le fils de la fille d'Ivar Vidfamne, Auðr in djúpúðga (français: Aud la Sagace ou Aud à l'Esprit Profond). Le Sögubrot raconte que sa mère a épousé plus tard Ráðbarðr, le roi de Garðaríki et qu'ils ont eu un fils nommé Randver. Toutefois, selon la Hervarar saga, Harald et Randver étaient tous les deux les fils d'Auðr et de Valdar.